# St. Joachim und Anna (Kleinbrach)
| St.-Joachim-und-Anna-Kirche, Kleinbrach       |                    |
| Die St.-Joachim-und-Anna-Kirche in Kleinbrach |                    |
| Ort                                           | Kleinbrach         |
| Konfession                                    | römisch-katholisch |
| Diözese                                       | Bistum Würzburg    |
| Patrozinium                                   | Joachim und Anna   |
| Baujahr                                       | 1882/1883          |
| Bautyp                                        | Saalkirche         |
| Funktion                                      |                    |

Die römisch-katholische Kirche St. Joachim und Anna ist eine Kirche in der Kleinbracher Straße 18 im bayerischen Kleinbrach, einem Stadtteil des Kurortes Bad Kissingen im unterfränkischen Landkreis Bad Kissingen. Sie gehört zu den Bad Kissinger Baudenkmälern und ist unter der Nummer D-6-72-114-202 in der Bayerischen Denkmalliste registriert.
Die Kirche ist den Hl. Joachim und Anna geweiht, den Eltern von Jesu Mutter Maria.

## Geschichte
Nachdem die Kleinbracher Kirche wegen Verlegung der Durchfahrtsstraße abgerissen worden war, entstand in den Jahren 1882 bis 1883 die heutige Kirche St. Joachim und Anna nach Plänen des Kreisbaumeisters von Morandell.
Dem Hochaltar – nicht jedoch den Seitenaltären – liegen Entwürfe von Valentin Weidner zugrunde. Ein Kostenvoranschlag Weidners vom 19. Januar 1883 über die Altäre war dem Bad Kissinger Stadtpfarrer Andreas Dietz zu teuer, so dass Weidner am 13. Juni 1884 einen Vorschlag für den Hauptaltar mit Statuen, Kruzifix, vier Leuchtern und zwei Tabernakelleuchten nachreichte, der schließlich akzeptiert wurde.
Wie eine in der Turmkugel befindliche Ergänzungsurkunde vom 25. Mai 1962 belegt, wurden die Innenräume der Kapelle in den Jahren 1914/1915 im Auftrag der Gemeindeverwaltung vom Hausener Kunstmaler Jakob Bissinger (1873–1933) ausgemalt (Kosten 1500 Mark).
Die Eingemeindung von Kleinbrach nach Bad Kissingen im Zuge der Gebietsreform von 1972 ermöglichte in den Jahren 1981 bis 1984 die Finanzierung einer Innen- und Außenrenovierung der Kirche. Dabei wurden mit dem Lamm Gottes sowie den die Empore tragenden Säulen auch Teile von Bissingers Malereien freigelegt. Eine vollständige Freilegung wäre zu kostenintensiv gewesen, da Bissinger bei seiner Arbeit keine Bindemittel eingesetzt hatte. Zudem bekam das Kirchengebäude eine neue Turmuhr. Die Kosten der Renovierung beliefen sich auf 260.000 DM.

## Architektur und Ausstattung
Bei der Kirche handelt es sich um einen kleinen neugotischen Saalbau mit eingezogener polygonaler Apsis sowie Dachreitertürmchen über dem Eingang. Der vergleichsweise kleine Kirchenbau ist aufwändig mit flachen Strebepfeilern, Maßwerkfenstern und Portalrahmung ausgestattet.
Mit dem Hochaltar, den Seitenaltären, dem Gestühl und dem gemalten Kreuzweg ist die originale neugotische Ausstattung aus der Entstehungszeit der Kirche komplett erhalten.
2021 wurde eine neue Orgel für die Kirche angeschafft. Diese wurde durch eine Spendenaktion finanziert. Hierbei handelt es sich um eine Gloria Optimus 2.31 von der Firma Kisselbach. Zur besseren Klangqualität wurde eine externe Lautsprecheranlage im Kirchenraum verbaut.

### Weiterführende Literatur
- Werner Eberth: 100 Jahre Kirche St. Joachim und Anna in Kleinbrach. Quellen-Blätter Nr. 125 und 126